# Phascolion botulum
Phascolion botulum är en stjärnmaskart som beskrevs av Emil Selenka 1885. Phascolion botulum ingår i släktet Phascolion och familjen Phascoliidae. Inga underarter finns listade i Catalogue of Life.